# توماس كيربي فان زانت
توماس كيربي فـان زانت (بالإنجليزية: Thomas Kirby Van Zandt)‏ هو رسام أمريكي، ولد في 1814، وتوفي في 1886.